# ائتمان خاص
الائتمان الخاص (بالإنجليزية: Private credit)، هو أصل يُعرَّف على أنه قرض غير صادر أو متداول في الأسواق العامة. يمكن أن يطلق عليه اسم "الإقراض المباشر" أو "الإقراض الخاص"، وهو جزء من "الائتمان البديل".

## تاريخ
سُجِّل نقلة هائلة في سوق الائتمان الخاص بعيدًا عن البنوك في العقود الأخيرة. في عام 1994، كانت البنوك الأمريكية تغطي أكثر من 70 في المائة من قروض السوق المتوسطة. بحلول عام 2020، أصدرت/حملت البنوك الأمريكية حوالي 10 في المائة من قروض السوق المتوسطة. اتسعت سوق الإقراض المباشر بشكل سريع عقب أزمة عام 2008 عندما فرضت هيئة الأوراق المالية والبورصات الأمريكية (SEC) قيودًا أكثر صرامة ومتطلبات رأس المال على البنوك العامة. مع تقليل البنوك لنشاط الإقراض الخاص بها، استولت المقرضون الغير بنكيين على مكانها لتلبية الطلب المستمر على تمويل الديون من قبل المقترضين الشركيين.
كان الائتمان الخاص واحدًا من أسرع فئات الأصول نموًا. بحلول عام 2017، تجاوز جمع التمويل الخاص للديون 100 مليار دولار. كانت إحدى العوامل التي ساهمت في هذا النمو السريع هي الطلب من قبل المستثمرين. حتى عام 2018، كانت العوائد تتراوح حول 8.1٪ من معدل العائد الداخلي عبر جميع استراتيجيات الائتمان الخاص، مع بعض الاستراتيجيات تحقيق عوائد تصل إلى 14٪ من معدل العائد الداخلي. في الوقت نفسه، زادت المعروض بسبب توجه الشركات نحو المقرضين غير البنكيين بعد الأزمة المالية بسبب متطلبات الإقراض الأكثر صرامة. ارتفعت الاستثمارات في الائتمان الخاص في الأسواق الناشئة والتنمية بنسبة 89٪ إلى 10.8 مليار دولار في عام 2022.
أحد التوجهات الأخيرة هو ارتفاع قروض خفيفة على العهد (وهو أمر يعتبر مشكلة أيضًا في ديون الصنف الاستثماري والديون ذات العائد العالي المدرجة في البورصة). وقد دفع ذلك بطلب المستثمرين على العائد النسبي العالي مقارنة بالبدائل واستعدادهم لقبول حمايات أقل. وقد أدى ذلك إلى تقليل القيود على الشركات وحقوق المستثمرين إذا كانت الشركة في وضع صعب. ومع ذلك، يمكن أيضًا أن تكون القروض ذات العهد الخفيف مفيدة لشركات الاستثمار بسبب السلبيات البصرية إذا دخلت إحدى شركات المحفظة في وضع تعثر، وأقل القيود تعني وجود أقل طرق يمكن بها للشركة أن تدخل في وضع تعثر.

## دور مراكز تطوير الأعمال
بالإضافة إلى الأموال الخاصة، يأتي الكثير من رأس المال لديون القطاع الخاص من شركات تطوير الأعمال (BDCs). أنشئت BDCs من قبل الكونغرس في عام 1980 كصناديق مغلقة تُنظم بموجب قانون شركات الاستثمار لعام 1940 لتوفير وصول للشركات الصغيرة والنامية إلى رأس المال وتمكين صناديق الأسهم الخاصة من الوصول إلى أسواق رأس المال العامة. وفقًا للتشريعات، يجب على BDC أن يستثمر ما لا يقل عن 70٪ من أصوله في شركات الولايات المتحدة غير العامة بقيمة سوقية أقل من 250 مليون دولار. علاوة على ذلك، مثل شركات الاستثمار العقاري، طالما وزعت 90٪ أو أكثر من دخل BDC للمستثمرين، فإنه لن يكون مكرسًا للضرائب على مستوى الشركة. بينما يُسمح لـ BDCs بالاستثمار في أي مكان في هيكل رأس المال، كانت غالبية الاستثمار في الديون لأن BDCs يقومون عادة برهن أسهمهم بالديون (بنسبة تصل إلى ضعف أسهمهم)، ويدعم استثمار الدخل الثابت التزاماتهم المالية. فيما يتعلق بحجم السوق، فإن أصول BDCs بلغت، حتى يونيو 2021، 156 مليار دولار من 79 صندوقًا.

## استثمار الأسهم العامة في الائتمان الخاص
يأتي أكثر من 70% من رأس مال المستثمر للائتمان الخاص من مستثمرين مؤسسيين.
بالنسبة للمستثمرين غير المؤسسيين الذين يتطلعون إلى الاستثمار في رأس المال الخاص، هناك خيارات قليلة لأن معظم وسائل الاستثمار هي خاصة ومحدودة للمستثمرين المؤهلين (صاحب الثروة الصافية السائلة 5 ملايين دولار أو أكثر). حتى يونيو 2021، كانت 57٪ من سوق BDC تتداول علنيًا حيث يمكن للمستثمرين التجزئة الاستثمار فيها.